# Marleen Veldhuis
Magdalena Johanna Maria Veldhuis (Borne, Países Bajos, 29 de junio de 1979), conocida como Marleen Veldhuis, es una nadadora neerlandesa, especialista en estilo libre. 
Veldhuis ha ganado 8 medallas de oro en campeonatos mundiales y 20 de oro en campeonatos europeos. En los Juegos Olímpicos ganó una medalla de oro, una de plata y una de bronce en los 4 × 100 metros, así como una medalla de bronce en los 50 metros libre en Londres 2012.